# 9이닝당 피홈런
야구 기록에서, 9이닝당 피홈런(home runs allowed per 9 innings pitched 또는 home runs allowed per nine innings, 줄여서 HR/9IP 또는 HR/9)은 투수가 9이닝을 던졌을 때 내주는 홈런의 평균 숫자를 의미한다. 계산 방법은 허용한 홈런에 9를 곱하고 이를 다시 투구 이닝수로 나눈다.